# Eunicella filifica
Eunicella filifica is een zachte koraalsoort uit de familie Gorgoniidae. De koraalsoort komt uit het geslacht Eunicella. Eunicella filifica werd in 1992 voor het eerst wetenschappelijk beschreven door Grasshoff. 